# Bernadets
Bernadets település Franciaországban, Pyrénées-Atlantiques megyében. Lakosainak száma 587 fő (2022. január 1.). Bernadets Barinque, Higuères-Souye, Maucor, Saint-Armou, Saint-Castin és Saint-Jammes községekkel határos.

## Népesség
A település népességének változása:
| Lakosok száma | 542  | 583  | 580  | 589  | 577  | 580  | 586  | 586  | 587  | 587  |
|               | 2010 | 2013 | 2015 | 2016 | 2017 | 2018 | 2019 | 2020 | 2021 | 2022 |